# Liu Jun (basketspelare)
Liu Jun (kinesiska: 劉 軍), född den 15 oktober 1969 i Hebei, Kina, är en kinesisk basketspelare som var med och tog OS-silver 1992 i Barcelona. Hon deltog även i OS-dambasketen 1996 i Atlanta.